# 天体論 (アリストテレス)
『天体論』（てんたいろん、希: Περὶ οὐρανοῦ、羅: De Caelo、英: On the Heavens）とは、古代ギリシャの哲学者アリストテレスによって書かれた、天体（宇宙）についての自然哲学書。
従来の四元素説に加えて、第5の元素（第一元素）としてのいわゆる「アイテール」（エーテル）と、それに支えられた宇宙の円運動、「アイオーン」としての宇宙の唯一性・不滅性、地球が宇宙の中心で静止しているとする「天動説」等が述べられている。

## 構成
全4巻から成る。
- 第1巻 - 天体について。全12章。
  - 第1章 - 自然研究の対象は物体、大きさ、属性、運動、その諸原理である --- 完全な数は「3」、3方向（3次元）に分割的なことで物体は多であり完全に完結している、このことは部分である元素についても全体である宇宙についても言える、場所的運動には中心から離れる「上への運動」（遠心運動）、中心に向かう「下への運動」（向心運動）、中心を回る「円運動」の3つがある、単純運動は単純物体に複合運動は複合物体に属する
  - 第2章 - 四つの元素の他に第五の物体的実体が存在する、その運動は連続的・恒常的で完全な運動、すなわち「最初の円運動」である
  - 第3章 - 円運動する物体は重さも軽さも持たない、不生・不滅・不増・不減、永遠にして不老・不受・不滅である --- 3つの確証 --- 1.世間一般の神々への信仰、2.伝承と経験的事実、3.語源 --- 古人はこの最初の物体が存在する最高の場所を「アイテール」と名づけた
  - 第4章 - 「円運動」には（「上への運動」と「下への運動」のような）反対の運動が無い
  - 第5章 - どんな物体も無限ではない --- 1.「第一物体」も円運動する限り無限ではない、空間的にも時間的にも有限である --- 7つの論証
  - 第6章 - 2.その他の単純物体もどれも無限ではない
  - 第7章 - 3.無限な物体があり得ないことの一般的考察
  - 第8章 - 一つの天界（宇宙）しかあり得ない --- 1.三つの物体的元素の本性に従った運動およびそれらの占める場所の考察による論証
  - 第9章 - 2.形相と質料の原理による論証
  - 第10章 - 天界（宇宙）は生成も消滅もしない --- 1.先行する諸説の批判
  - 第11章 - 2.「生成しない」「生成する」「消滅する」「消滅しない」「できる」「できない」の語義の検討とその定義
  - 第12章 - 3.宇宙は生成消滅しないことの証明
- 第2巻 - 天体について（つづき）。全14章。
  - 第1章 - 前章の確証
  - 第2章 - 上下・左右の場所的対立の原理が天界にも備わることの意味について
  - 第3章 - なぜ宇宙の内には多くの運動と多くの物体とが存在するのか
  - 第4章 - 天は完全な球形である
  - 第5章 - なぜ最初の天は一方向に回転し、多方向に回転しないのか
  - 第6章 - 最初の天の運動は均一的である
  - 第7章 - 諸星について --- 1.諸星は火から成ってない
  - 第8章 - 2.諸星の運動は諸星が付着する諸々の天球の運動による
  - 第9章 - 3.運動する諸星の間に「天球の階調」があるというのは事実ではない
  - 第10章 - 4.諸星の順序について
  - 第11章 - 5.諸星の形は球形である
  - 第12章 - 二つの難問とその解決
  - 第13章 - 大地（地球）について --- どこに位置しているか、静止しているか、運動しているか、どんな形状をしているか --- 1.先行する諸説（ピュタゴラス派、プラトン、クセノパネス、タレス、アナクシメネス、アナクサゴラス、デモクリトス、エンペドクレス等）への批判
  - 第14章 - 2.大地（地球）は宇宙の中心に位置し静止している、形状は球形であまり大きくない
- 第3巻 - 月下の物体について。全8章。
  - 第1章 - 生成に関する先人たちの説、特に物体を面に分解する説への批判
  - 第2章 - 全ての単純物体は本性に従った運動と静止を持っている、本性に従った運動は「中心からの上昇」か「中心への下降」かのどちらか、本性に反した運動について、生成についての一般的結論
  - 第3章 - 生成する物体について --- 1.元素とは何か
  - 第4章 - 2.元素の数は限られている
  - 第5章 - 3.諸元素は一つに還元できない
  - 第6章 - 4.諸元素はそれ自身永遠ではなく、相互に生成し合う
  - 第7章 - 5.元素の生成の仕方について
  - 第8章 - 6.元素を形で区別する試みを排す
- 第4巻 - 月下の物体について（つづき）。全6章。
  - 第1章 - 相対的に軽い・重いものが存在するだけでなく、絶対的に軽い・重いものが存在する
  - 第2章 - 1.同じものの数量の多寡による軽重説への批判、2.空虚・充実体・質料の数・大きさによる軽重説への批判
  - 第3章 - 四元素が示す色々な運動の説明
  - 第4章 - 四元素の差異と属性
  - 第5章 - 四元素の質料は一つでもあり、元素と同数でもある
  - 第6章 - 物体の形はその運動の上昇・下降の方向を規定しない、単に遅速の原因となるに過ぎない

## 日本語訳
- 『アリストテレス全集 4　天体論　生成消滅論』 村治能就、戸塚七郎訳、岩波書店
- 『天について』 池田康男訳、京都大学学術出版会〈西洋古典叢書〉
- 『新版 アリストテレス全集5　天界について ほか』山田道夫、金山弥平訳、岩波書店